# Río Malleco
Río Malleco är ett vattendrag i Chile.   Det ligger i regionen Región de la Araucanía, i den södra delen av landet, 500 km söder om huvudstaden Santiago de Chile.
Omgivningen kring Río Malleco består till största delen av jordbruksmark. Området är ganska tätbefolkat, med 58 invånare per kvadratkilometer.